# Совхозная улица (Москва)
Совхо́зная улица — улица, расположенная в Юго-Восточном административном округе города Москвы на территории района Люблино. Нумерация домов начинается от Люблинской улицы.

## История
Совхозная улица вошла в черту Москвы в составе г. Люблино в 1960 году. Названа по направлению к совхозу им. Моссовета. Название утверждено 26 августа 1960 года.

## Расположение
Совхозная улица начинается от Люблинской улицы и идёт на северо-восток. С севера к ней примыкает проспект 40 лет Октября, в этом месте улица плавно меняет направление на восточное. Далее она пересекает Краснодонскую улицу, с севера к ней примыкает Армавирская улица. После этого она меняет направление вновь на северо-восточное, затем пересекается с Новороссийской улицей и там же к ней же с запада к ней примыкает улица Судакова. Меняет направление на восточное, а затем вновь — на северо-восточное. Пересекает Краснодарскую и Ставропольскую улицу. В этом месте Совхозная улица заканчивается, переходя в улицу Заречье.

## Транспорт

### Метро
- Станция метро «Люблино» Люблинско-Дмитровская линии — на пересечении с Краснодарской улицей.